# نیام‌الدین پاشایف

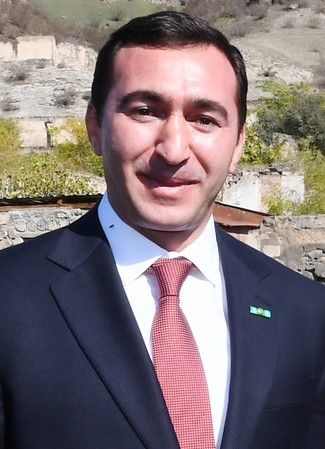
نیام‌الدین پاشایف در سال ۲۰۲۱

نیام‌الدین پاشایف (به ترکی آذربایجانی: Niyaməddin Paşayev، متولد ۱ مه ۱۹۸۰ در قبادلی، جمهوری شوروی سوسیالیستی آذربایجان) یک تکواندوکار آذربایجانی است. وی هم در مسابقات قهرمانی تکواندو اروپا و هم در مسابقات قهرمانی تکواندو جهان برنده مدال طلا شده‌است.